# (5371) Albertoaccomazzi
(5371) Albertoaccomazzi es un asteroide perteneciente al cinturón de asteroides, descubierto el 15 de noviembre de 1987 por Seiji Ueda y el astrónomo Hiroshi Kaneda desde el Kushiro Marsh Observatory, Hokkaido, Japón.

## Designación y nombre
Designado provisionalmente como 1987 VG1. Debe su nombre a Alberto Accomazzi (n. 1964) quien es un científico estadounidense del Centro de astrofísica Harvard-Smithsonian, donde se ha desempeñado como Investigador Principal del Sistema de Datos Astrofísicos desde 2015. Alberto también lidera la expansión del ADS como Director Investigador y Director de Programa del Explorador Científico de la NASA.

## Características orbitales
Albertoaccomazzi está situado a una distancia media del Sol de 3,164 ua, pudiendo alejarse hasta 3,480 ua y acercarse hasta 2,847 ua. Su excentricidad es 0,100 y la inclinación orbital 9,588 grados. Emplea 2055,94 días en completar una órbita alrededor del Sol.
Los próximos acercamientos a la órbita terrestre se producirán el 7 de julio de 2073, el 20 de abril de 2084 y el 24 de noviembre de 2191, entre otros.

## Características físicas
La magnitud absoluta de Albertoaccomazzi es 12,5. Tiene 18,235 km de diámetro y su albedo se estima en 0,064. 